# Centro Studi Politici e Strategici Machiavelli
Il 'Centro Studi Politici e Strategici Machiavelli, popolarmente noto come Centro Studi Machiavelli, è un centro studi e un'associazione di promozione sociale con sede a Firenze, cofondato e presieduto da Daniele Scalea, che promuove valori tradizionali, politiche d’impronta conservatrice e documenti di indirizzo per i decisori.

## Storia
Il centro studi è stato fondato nel 2017 da Guglielmo Picchi, personalità politica legata a Forza Italia e con un passato come deputato e Sottosegretario di Stato al Ministero degli affari esteri e della cooperazione internazionale, Daniele Scalea, docente all'Università Cusano e già consigliere di Picchi, e Dario Citati, all'epoca assegnista di ricerca di geografia politica all'Università La Sapienza.

## Attività
Il Centro Studi Machiavelli pubblica analisi di scenario, articoli analitci, dossier e report, oltre ad organizzare convegni, dibattiti e dirette su temi culturali, geopolitici, politici, economici e di sicurezza nazionale. 
Nel 2022 ha lanciato il Primo convegno sulla Difesa, che nel 2023 è stato seguito da una seconda edizione.

## Influenza nella politica italiana
Nel 2018 diversi media italiani, tra cui L'Espresso, il manifesto e l'HuffPost (del quale lo stesso Scalea era stato un blogger), sostennero che il think tank avesse influenzato le politiche sull'immigrazione del governo italiano. Nello stesso anno, il Centro Studi Machiavelli venne inserito da Openpolis nella classifica dei più importanti think tank di destra in Italia e tra i quattro più importanti tra quelli vicini alla Lega.
L'influenza nella politica italiana, in particolare nell'area di centrodestra, è manifestata ed esercitata anche attraverso i membri, collaboratori e consiglieri scientifici che compaiono nelle file del centro studi, come il deputato Simone Billi, il Ministro dell’Istruzione e del merito Giuseppe Valditara e il filosofo Corrado Ocone.
Al centro studi è stato riconosciuto, nel corso del 2023, il merito di aver portato il tema delle guerre cognitive in Italia, sul quale ha aumentato la sensibilizzazione presso l'opinione pubblica e la classe politica attraverso articoli analitici, documenti di indirizzo politico e convegni nelle aule della Camera dei deputati. Nel 2024, dopo un anno di lavori seminariali, produzione intellettuale e attività di sensibilizzazione, diversi politici italiani hanno aperto il dibattito parlamentare sull'adozione di una strategia nazionale per le guerre cognitive usufruendo dei contributi di analisti del think tank, come Emanuel Pietrobon ed Elham Makdoum.

## Relazioni internazionali
Il Centro Studi Machiavelli ha accordi di collaborazione con think tank stranieri appartenenti alla stessa area politico-ideologica, il conservatorismo, tra i quali l'americana Heritage Foundation e gli ungheresi  Alapjogokért Központ e Oeconomus Gazdaságkutató Alapítvány.